# Greg Abbott
Greg Abbott (hay Gregory Wayne Abbott, sinh ngày 13 tháng 11 năm 1957) là một luật gia, chính trị gia người Mỹ. Ông hiện là Thống đốc thứ 48 của tiểu bang Texas kể từ năm 2015. Là Đảng viên Đảng Cộng hòa, ông nguyên là Chủ tịch Hiệp hội Thống đốc Đảng Cộng hòa, Tổng Chưởng lý thứ 50 của Texas từ năm 2002 đến năm 2015, Thẩm phán Tòa án Tối cao Texas. Ông là Thống đốc thứ ba trong lịch sử của Hoa Kỳ chịu thương tật bại liệt phải sử dụng xe lăn vĩnh viễn, đồng thời là Thống đốc khuyết tật đầu tiên trong lịch sử Texas. Greg Abbott được bầu làm Thống đốc, thắng cử năm 2014 với 59% phiếu bầu và tái đắc cử năm 2018 với 56%; ông tiếp tục dự định tranh cử thêm một nhiệm kỳ vào năm 2022.
Greg Abbott là Tiến sĩ Luật, chính trị gia bảo thủ, đồng thời là luật gia hoạt động nhiều năm trong lĩnh vực pháp luật, tham gia nhiều vụ việc dân sự, tư tưởng và quan điểm về chính sách có ảnh hưởng lớn ở địa phương như vấn đề về sinh sản, kết hôn đồng giới, tôn giáo, người LGBT, sở hữu trí tuệ, sử dụng vũ khí. Trong nhiệm kỳ thứ hai lãnh đạo Texas – tiểu bang lớn thứ hai Hoa Kỳ, ông phải đối phó với Đại dịch COVID-19, cũng như các lãnh đạo tiểu bang khác, gặp những vấn đề nhiều mặt từ cộng đồng xã hội.

## Xuất thân, giáo dục và thời kỳ đầu
Greg Abbott sinh ngày 13 tháng 11 năm 1957 với tên khai sinh là Gregory Wayne Abbott, tại thành phố Wichita Falls, quận Wichita, Texas, là người Mỹ gốc Anh. Bố của ông là Calvin Rodger Abbott, một nhà môi giới chứng khoán và đại lý bảo hiểm, mẹ ông là Doris Lechristia Jacks Abbott, người phụ nữ làm việc nhà. Năm 1963, gia đình chuyển đến thành phố Longview, quận Gregg, Texas, sinh sống ở khu vực Đông Texas trong sáu năm. Ông bắt đầu học trung học cơ sở ở đây, sau một năm, gia đình tiếp tục di chuyển, đến thành phố Duncanville, quận Dallas, Texas. Vào năm thứ hai trung học, bố ông qua đời vì một cơn đau tim; mẹ ông phải chuyển sang đi làm trong một văn phòng bất động sản để nuôi con. Ông tốt nghiệp Trung học Duncanville, thời niên thiếu từng là vận động viên trong đội điền kinh ở trường, từng được gia nhập National Honor Society (NHS), hiệp hội cho các học sinh trung học có thành tích học tập cao, và được các bạn học bầu chọn là nhân vật có nhiều khả năng thành công nhất. Năm 1978, ông theo học Đại học Texas tại Austin (UT), nhận bằng Cử nhân Quản trị Kinh doanh về tài chính năm 1981. Những năm đại học, ông là thành viên của hội huynh đệ Delta Tau Delta và Câu lạc bộ Đảng viên Cộng hòa Trẻ tuổi (Young Republicans Club); đồng thời gặp Cecilia Phelan khi đang theo học trường UT Austin. Sau khi tốt nghiệp đại học, ông tiếp tục theo học Trường Luật Đại học Vanderbilt ở Nashville, Tennessee. Năm 1984, ông trở thành Tiến sĩ Luật (JD).
Vào ngày 14 tháng 7 năm 1984, ở tuổi 26, Greg Abbott gặp tai nạn. Ông bị một cây sồi gãy đổ vào người đi đang chạy bộ sau một cơn bão, bị bại liệt nửa người, phần dưới thân thể. Sau đó, ông được cấy hai thanh thép vào cột sống, đã trải qua quá trình phục hồi chức năng tại bệnh viện TIRR Memorial Hermann ở Houston và đã sử dụng xe lăn kể từ đó. Bởi những hợp đồng bảo hiểm có liên quan đến tai nạn của mình, ông đã kiện công ty dịch vụ cây xanh, đạt được một thỏa thuận bảo hiểm và các khoản thanh toán ba năm một lần cho đến năm 2022 cùng với các khoản thanh toán hàng tháng cho sinh hoạt. Tính đến tháng 8 năm 2013, số tiền thanh toán hàng tháng là 14.000 USD. Những năm tiếp theo, ông bắt đầu hành nghề tư nhân, làm việc cho Butler and Binion, LLP từ năm 1984 đến năm 1992.

## Sự nghiệp tư pháp

### Thẩm phán Texas
Sự nghiệp tư pháp của Greg Abbott bắt đầu ở thành phố Houston, nơi ông làm Thẩm phán cấp tiểu bang tại Tòa án Địa hạt 129 trong ba năm. Vào thời điểm đó, Thống đốc Texas George W. Bush bổ nhiệm ông vào Tòa án Tối cao Texas; sau đó ông hai lần được bầu vào tòa án dân sự tối cao của bang vào năm 1996 (nhiệm kỳ hai năm) và năm 1998 (nhiệm kỳ sáu năm). Trong cuộc bầu cử năm 1996, ông không có đối thủ từ Đảng Dân chủ mà là đối thủ từ Đảng Tự do John B. Hawley ở Dallas; ông đã đánh bại đối thủ với tỷ lệ 84–16%. Năm 1998, Abbott đánh bại David Van Os của Đảng Dân chủ với tỷ lệ 60–40%. Năm 2001, sau khi từ chức tại Tòa án Tối cao Texas, Greg Abbott trở lại hành nghề tư nhân và làm việc cho Bracewell & Giuliani LLC. Ông cũng là trợ giảng tại Trường Luật của Đại học Texas.

### Tổng Chưởng lý Texas

#### Tranh cử

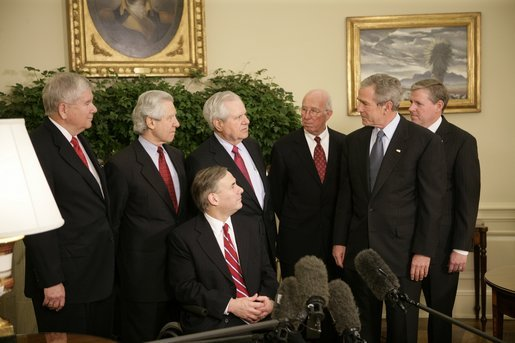
Greg Abbott cùng các cựu Thẩm phán Tòa án Tối cao Texas trao đổi cùng Tổng thống Hoa Kỳ George W. Bush năm 2005.

Năm 2001, Greg Abbott từ chức Thẩm phán tại Tòa án Tối cao Texas, với nguyện vọng chuẩn bị tranh cử Phó Thống đốc Texas. Chiến dịch tranh cử của ông cho chức vị Phó Thống đốc thực hiện trong vài tháng thì Tổng Chưởng lý John Cornyn đã từ chức để tranh cử vào Thượng viện Hoa Kỳ; do đó, ông chuyển chiến dịch tranh cử của mình sang vị trí Tổng Chưởng lý vào năm 2002. Ông đã đánh bại ứng cử viên của Đảng Dân chủ, cựu Thị trưởng Austin và cựu Thượng nghị sĩ bang Kirk Watson, tỷ lệ 57–41%; tuyên thệ nhậm chức vào ngày 02 tháng 12 năm 2002, sau khi ứng cử viên Đảng Cộng hòa John Cornyn được bầu vào Thượng viện. Ông tiếp tục tranh cử vào các kỳ 2006, 2010 và thành công. Trong cuộc tuyển cử ngày 07 tháng 11 năm 2006, đối thủ của ông là Luật sư dân quyền David Van Os, người từng là đối thủ trong cuộc bầu cử năm 1998 vào Tòa án Tối cao bang; ông đã thắng cử lại nhiệm kỳ thứ hai với tỷ lệ từ 60–37%. Đến năm 2010, ông tiếp tục cạnh tranh và đã đánh bại Luật sư Đảng Dân chủ Barbara Ann Radnofsky ở Houston với tỷ lệ 64–34%. Với ba nhiệm kỳ dài 12 năm từ 2002 – 2014, Greg Abbott là Tổng Chưởng lý Texas tại nhiệm lâu nhất trong lịch sử Texas.

#### Nhiệm kỳ
Trong nhiệm kỳ là Tổng Chưởng lý Texas, Greg Abbott đã có nhiều hoạt động gây ảnh hưởng toàn bang. Ban đầu, ông mở rộng cơ quan thực thi pháp luật của Văn phòng Tổng Chưởng lý từ khoảng ba mươi người lên hơn một trăm người; đồng thời thành lập một bộ phận mới gọi là Đơn vị Trốn tránh (AG Fugitive Unit) để theo dõi những tội phạm tình dục bị kết án vi phạm lệnh tạm tha hoặc quản chế của họ. Năm 2003, ông ủng hộ động thái của Cơ quan Lập pháp Texas nhằm giới hạn mức thiệt hại phi kinh tế cho các trường hợp sơ suất y tế ở mức 250.000 USD, mà không phải tăng thêm do chi phí sinh hoạt tăng.
Đối với vấn đề có liên quan đến đảng phái, Greeg Abbott đã thể hiện sự bất đồng với các nhân vật Đảng Dân chủ. Ông lên tiếng phản đối những lo ngại như gian lận cử tri, vi phạm quyền mang vũ khí và cải cách chăm sóc sức khỏe của Tổng thống Barack Obama, Obamacare. Ông đã đệ đơn kiện Cục Bảo vệ Môi sinh, Bộ Y tế và Dịch vụ Nhân sinh, và Bộ Giáo dục cùng nhiều cơ quan khác, đã nộp 31 đơn kiện chống lại chính quyền Obama. Theo The Wall Street Journal, trong suốt nhiệm kỳ Tổng Chưởng lý và nhiệm kỳ thống đốc đầu tiên của mình, Texas đã kiện Chính quyền Obama ít nhất 44 lần, nhiều hơn bất kỳ bang nào khác trong cùng thời kỳ; những vấn đề bất đồng xoay quanh các tiêu chuẩn về phát thải cacbon, cải cách chăm sóc sức khỏe, quyền của người chuyển giới. Dallas Morning News đã so sánh Abbott với Scott Pruitt, cả hai Tổng Chưởng lý đã nhiều lần kiện Chính phủ liên bang về các quy định môi trường. Ông cho rằng Liên bang không nên công bố Báo cáo Kiểm kê Hóa chất cấp II vì lý do an ninh.

#### Các vấn đề nổi bật

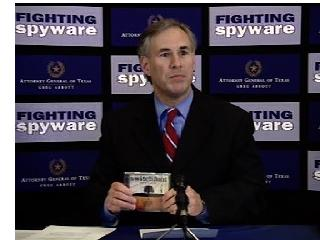
Tổng Chưởng lý Greg Abbott trong vụ kiện Sony BMG vi phạm phầm mềm gián điệp năm 2005.

Trong thời kỳ phụ trách tư pháp Texas, Greg Abbott có một số vụ việc dân sự lớn. Ngày 21 tháng 11 năm 2005, ông kiện Sony BMG (hãng thu âm hợp tác giữa Sony và Bertelsmann Music Group), khiến Texas là bang đầu tiên trên toàn quốc khởi kiện Sony BMG vì phần mềm gián điệp bất hợp pháp, cũng là vụ đầu tiên được nộp theo Luật Phần mềm gián điệp của tiểu bang năm 2005. Vụ kiện cáo buộc Sony BMG đã lén lút cài đặt phần mềm gián điệp trên hàng triệu đĩa nhạc nhỏ gọn (CD) mà người tiêu dùng đưa vào máy tính của họ khi họ phát đĩa CD, điều này có thể làm tổn hại hệ thống. Vào ngày 21 tháng 12 năm 2005, ông đưa thêm những cáo buộc mới vào vụ kiện, cho rằng công nghệ chống sao chép MediaMax vi phạm luật về hành vi lừa đảo và phần mềm gián điệp của tiểu bang. Ngoài ra, ông cáo buộc trong vụ kiện rằng ngay cả khi người tiêu dùng từ chối thỏa thuận về tích hợp khi mua sản phầm, phần mềm gián điệp vẫn được cài đặt bí mật trên máy tính của họ, gây ra rủi ro bảo mật cho người mua nhạc. Sau đó, Sony BMG đã phải giải quyết vụ việc, thỏa thuận lại đối với phần mềm, thu hồi khoảng 10% số lượng đĩa được phát.
Năm 2005, Greg Abbott tham gia vụ việc Van Orden v. Perry, về vấn đề trưng bày bức tượng Mười điều răn (The ten commandments) tại khuôn viên trụ sở bang. Ông lập luận rằng những bức tượng lấy cảm hứng từ bộ phim Mười điều răn (1956) của Cecil B. DeMille, là một hệ thống luật đã được lịch sử công nhận. Tòa án Tối cao đã đưa ra quyết định rằng việc này không vi phạm Tu chính án và hợp hiến, và ông được xem là amicus curiae của vụ việc. Vào tháng 1 năm 2013, động thái chính trị diễn ra giữa ông và Thống đốc New York Andrew Cuomo. Andrew Cuomo chấp thuận tại tiểu bang New York về việc tăng cường hơn nữa luật súng của bang, Greg Abbott đã đáp trả bằng việc quảng cáo trên các trang web tin tức cho người dùng internet với lời khuyên rằng Những người sử dụng súng ở New York nên đến Texas. Với tư cách là Tổng Chưởng lý, ông đã đấu tranh để ngăn các tòa án hợp pháp hóa hôn nhân đồng giới. Vào năm 2014, ông lập luận trước tòa rằng Texas nên cấm hôn nhân đồng giới, vì các cá nhân LGBT, các mối quan hệ đồng giới không tự nhiên sinh ra con cái, nên việc thừa nhận hôn nhân đồng giới gây tác động tới sinh sản trong xã hội; bên cạnh đó, các cá nhân đồng tính có thể kết hôn với những người khác giới, do đó ở đây không có sự phân biệt đối xử với các cá nhân LGBT mà là vì lợi ích xã hội.

## Thống đốc Texas

### Tranh cử

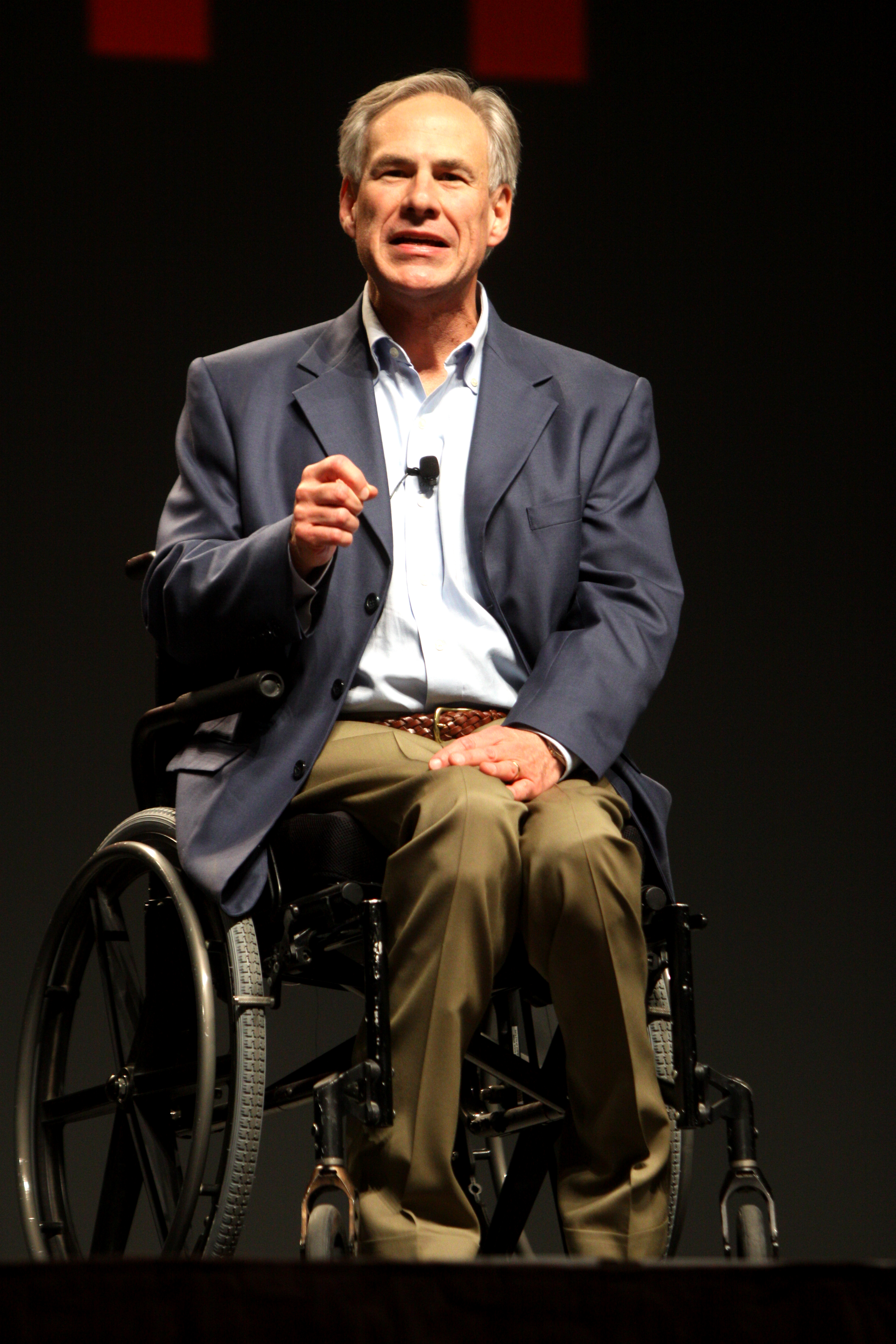
Greg Abbott diễn giải năm 2012.

Vào tháng 7 năm 2013, ngay sau khi Thống đốc Rick Perry thông báo sẽ kết thúc nhiệm kỳ và không tiếp tục tranh cử, Greg Abbott tuyên bố ý định tranh cử vị trí Thống đốc Texas trong cuộc bầu cử Thống đốc Texas năm 2014. Trước đó, trong sáu tháng đầu năm 2011, ông đã gây quỹ cho chiến dịch của mình nhiều hơn bất kỳ chính trị gia Texas nào khác, đạt 1,6 triệu USD, người đứng thứ hai là  kiểm soát viên Susan Combs với 611.700 USD. Năm 2014, ông thắng cử sơ bộ của nội bộ Đảng Cộng hòa với 91,5% số phiếu bầu; đối thủ của ông là Thượng nghị sĩ bang Wendy Davis của Fort Worth trong cuộc tổng tuyển cử. Ông đã đánh bại đối thủ với tỷ lệ 59–39% trong tổng tuyển cử 2014, trở thành Thống đốc thứ 48 của Texas. Ông tiếp tục tranh cử cho các nhiệm kỳ Thống đốc Texas tiếp theo. Vào tháng 1 năm 2017, ông đã gây quỹ cho chiến dịch tái đắc cử năm 2018; Phó Thống đốc Dan Patrick hợp tác tham gia tranh cử nhiệm kỳ thứ hai với tư cách là Phó Thống đốc. Trong cuộc tổng tuyển cử ngày 06 tháng 11 năm 2018, ông đã đánh bại ứng cử viên Đảng Dân chủ Lupe Valdez với tỷ lệ 56–42%%, với 42% phiếu bầu của người Mỹ gốc Latinh và Tây Ban Nha, 16% người Mỹ gốc Phi.

### Nhiệm kỳ
Greg Abbott tuyên thệ nhậm chức vào ngày 20 tháng 1 năm 2015. Sau đó, ông đã tuyên bố ngày 02 tháng 2 năm 2015 là Ngày Chris Kyle để vinh danh người lính Lực lượng SEAL của Hải quân đã qua đời, tay súng bắn tỉa nổi tiếng trong lịch sử quân đội Hoa Kỳ, được miêu tả trong phim American Sniper. Ông đã tổ chức cuộc gặp đầu tiên trên cương vị Thống đốc với Thủ tướng Ireland Enda Kenny vào ngày 15 tháng 3 năm 2015 để thảo luận về các mối quan hệ kinh tế và thương mại. Ở Liên bang, Donald Trump thắng cử trở thành Tổng thống Hoa Kỳ. Trong hoạt động, Chính quyền Donald Trump đã bổ nhiệm một số nhân vật đồng nghiệp cũ Greg Abbott vào các vị trí tại Tòa án Liên bang, khiến cho một số phương tiện truyền thông cho là do ảnh hưởng của ông đối với liên bang. Tại Texas, trong nhiệm kỳ của mình, ông thực thi vai trò là người lãnh đạo tiểu bang vơi một số vụ việc nổi bật, thu hút sự chú ý của cộng đồng.

#### Vấn đề Texas

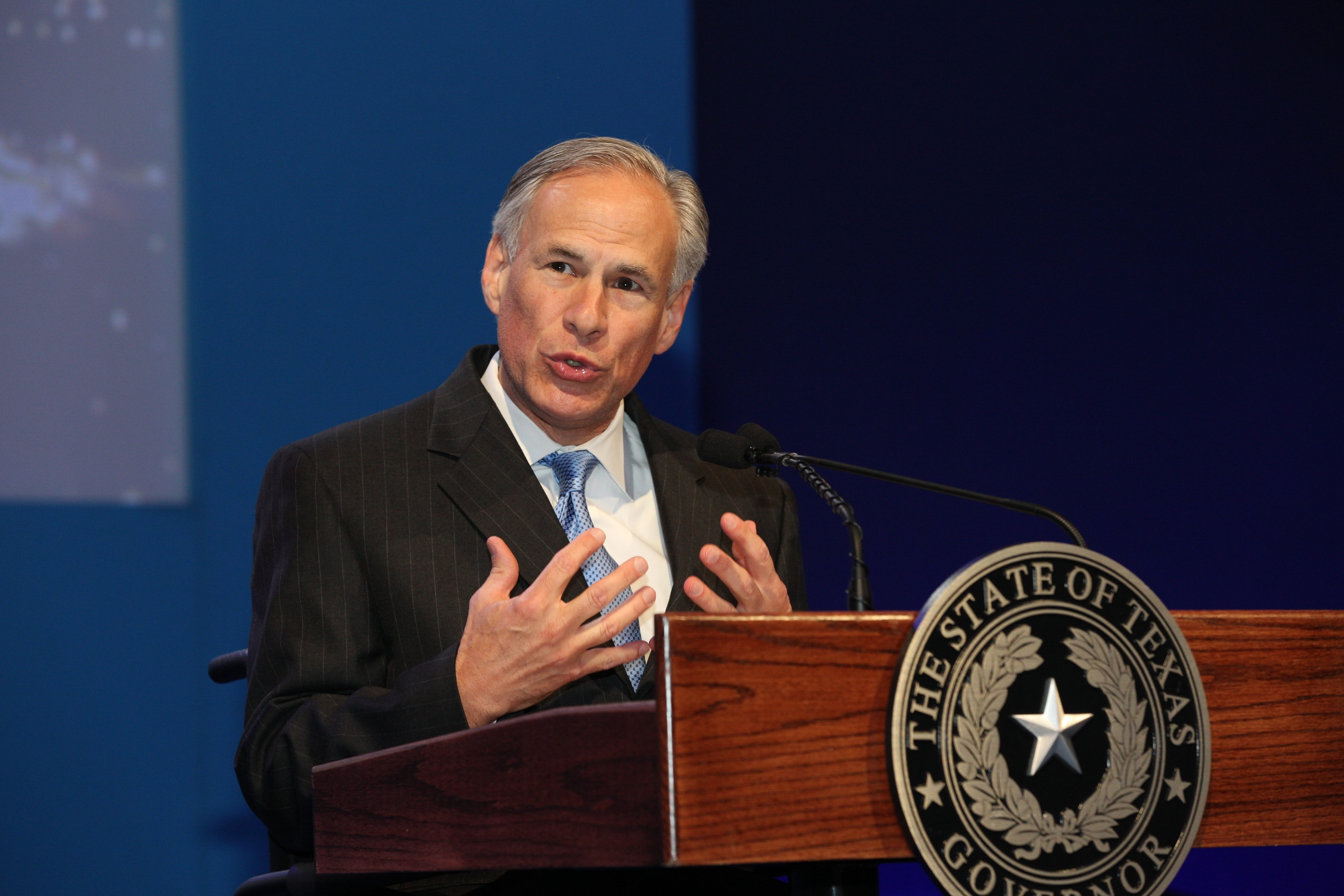
Thống đốc Texas Greg Abbott năm 2016.

Về vấn đề sinh sản: vào cuối tháng 11 năm 2016, bang Texas theo yêu cầu của ông đã phê duyệt quy định mới yêu cầu các cơ sở thực hiện phá thai phải chôn cất hoặc hỏa táng thai, thay vì vứt xác vào một bãi thải. Trong quá trình ban hành quyết định, vấn đề kháng nghị được đặt ra bởi Trung tâm Quyền sinh sản và các nhóm vận động khác đệ đơn kiện, Tòa án Liên bang tạm dừng ban hành, bang Texas kháng cáo phán quyết. Vào ngày 06 tháng 6 năm 2017, Greg Abbott ký một dự luật cấm phá thai bằng phương pháp tách rời và sinh con giãn nở, yêu cầu hỏa táng hoặc chôn cất thai bị phá, dự luật cũng đã bị chặn ban hành bởi liên bang, và Texas tiếp tục kháng cáo. Về vấn đề súng: Greg Abbott đã ký các dự luật (SB 11), (HB 910) về việc cho phép mang súng ngắn giấu kín được cấp phép trong khuôn viên trường đại học công lập, tư thục, có hiệu lực từ năm 2016, cho phép mang súng ngắn được cấp phép công khai ở các khu vực công cộng và trong các cơ sở kinh doanh tư nhân. Texas là tiểu bang thứ 45 thực hiện vấn đề này. Về tôn giáo: vào ngày 11 tháng 6 năm 2015, ông đã ký Đạo luật Bảo vệ Mục sư, cho phép các mục sư từ chối việc kết hôn của các cặp vợ chồng nếu họ cảm thấy làm như vậy là vi phạm niềm tin của họ, cùng với đó là Dự luật 24 về việc ngăn cản chính quyền tiểu bang hoặc địa phương trát hầu tòa các bài giảng của mục sư.
Về di cư: Texas từ chối người tị nạn Syria sau vụ tấn công khủng bố ở Paris xảy ra năm 2015, lệnh cho Ủy ban Y tế và Dịch vụ Nhân sinh Texas đệ đơn kiện Chính phủ liên bang và Ủy ban Cứu hộ Quốc tế để ngăn chặn việc giải quyết người tị nạn, nhưng vụ kiện đã bị hủy bỏ. Ông đồng thời ngăn cản vấn đề về thành phố trú ẩn như các bang lãnh đạo bởi phe Cộng hòa khác. Đầu năm 2020, ông đã đưa Texas trở thành tiểu bang đầu tiên từ chối tái định cư cho người tị nạn theo một quy tắc mới do Chính quyền Trump thực hiện. Động thái này đã bị lên án trong một tuyên bố chung của tất cả 16 Giám mục Công giáo Texas.

#### Vấn đề liên bang

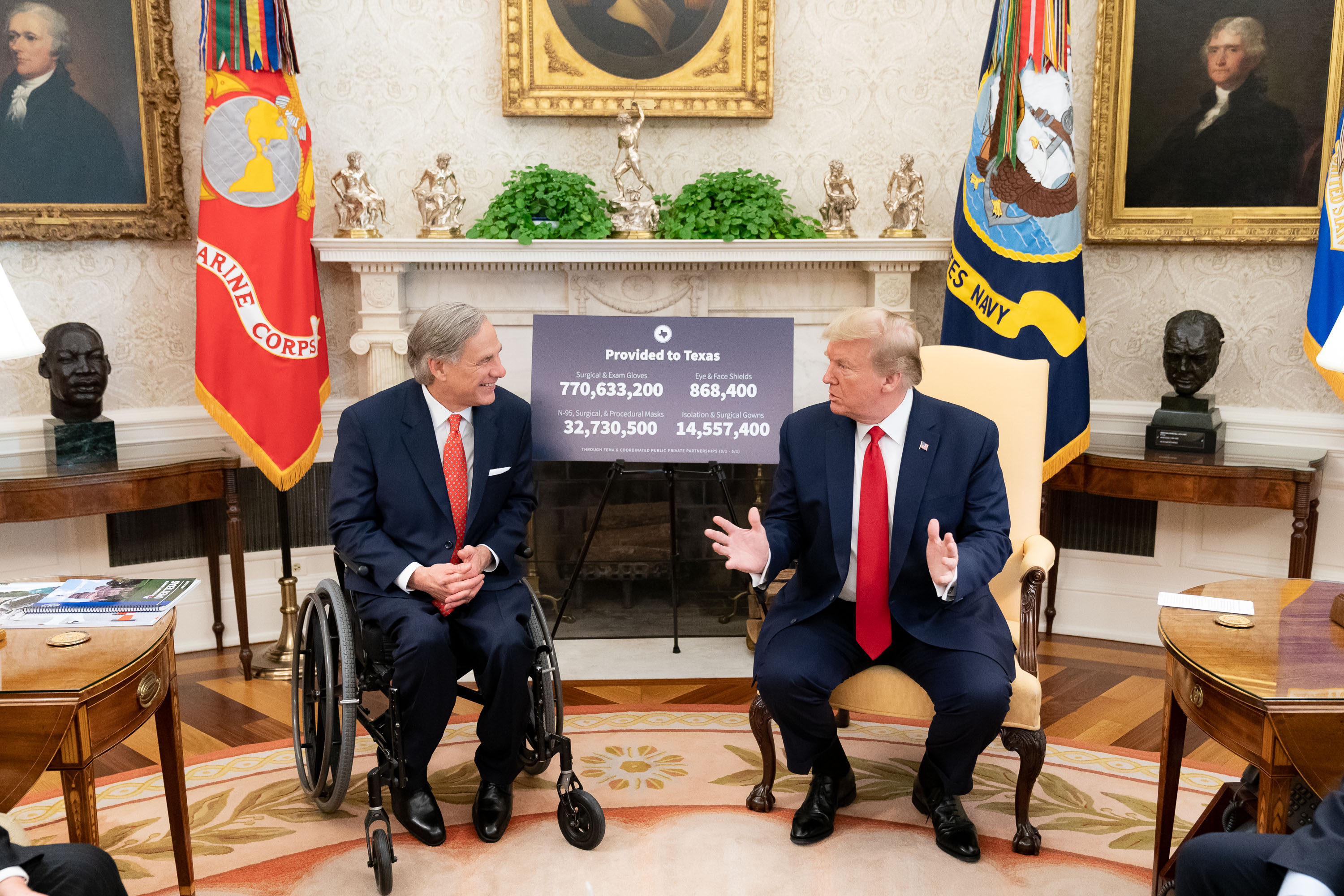
Greg Abbott trao đổi với Tổng thống Donald Trump năm 2020 về Đại dịch COVID-19.

Về vấn đề hiến pháp: Greg Abbott đã kêu gọi tổ chức một hội nghị Hiến pháp Quốc gia để giải quyết những vẫn đề được cho là lạm dụng của các Thẩm phán Tòa án Tối cao Hoa Kỳ trong việc từ bỏ Hiến pháp (abandoning the Constitution). Ông đề xuất thông qua chín tu chính án đối với Hiến pháp, nhằm hạn chế quyền lực của Chính phủ liên bang và mở rộng quyền của các tiểu bang. Về môi trường: ông tin rằng khí hậu đang thay đổi, nhưng bác bỏ quan điểm khoa học cho rằng hoạt động của con người là nguyên nhân chính và tuyên bố rằng cần phải nghiên cứu thêm để xác định vai trò của con người trong những thay đổi đó. Về quyền của LGBT: Greg Abbott đã lên án phán quyết của Tòa án Tối cao cho rằng các quy định cấm hôn nhân đồng giới là vi hiến. Ông đã đệ đơn kiện để ngăn vợ chồng đồng giới. Đối với người vô gia cư, vào cuối năm 2019, ông đã chỉ đạo Texas mở một trại tạm trú dành cho người vô gia cư trên một bãi chứa xe cũ thuộc sở hữu của Cục Giao thông Vận tải Texas, nơi được cư dân trại gọi là Abbottville – Vùng Abbott.

#### Đại dịch COVID-19
Từ năm 2020, Đại dịch COVID-19 lan tỏa khắp thế giới, ảnh hưởng lớn tới Texas, bang đông thứ hai Hoa Kỳ. Greg Abbott là Thống đốc giữ nhiệm vụ lãnh đạo bang để chống dịch, gặp nhiều vấn đề tác động. Ban đầu, ông thực hiện lệnh lưu trú tại nhà từ ngày 02 tháng 4 đến ngày 01 tháng 5 năm 2020, một trong những lệnh ở nhà ngắn nhất được thực hiện bởi các tiểu bang. Kể từ khi mở cửa trở lại, coronavirus đã gia tăng khắp Texas, khiến Texas đã phá kỷ lục về số ca nhiễm mới trong một ngày ở tháng 6. Ông không ban hành lệnh bắt buộc đeo khẩu trang, lệnh cấm buôn bán mà chỉ khuyên người dân, nhận nhiều chỉ trích từ lưỡng Đảng.

#### Khủng hoảng bão băng
Giữa tháng 2 năm 2021, từ ngày 13 đến 17, cơn bão băng mùa Đông diễn ra gây ảnh hưởng nghiêm trọng tới Bắc Mỹ. Ở Texas, các nhà máy điện trên khắp tiểu bang bị hỏng khiến bốn triệu hộ gia đình ở không có điện, hệ thống cơ sở hạ tầng điện – nước đột ngột hư hỏng nặng khiến cuộc sống của hàng triệu người chồng chất khó khăn. Trong tình trạng hư hỏng, thiếu điện, cắt điện liên tiếp vài ngày liền, Greg Abbott đã lên tiếng chỉ trích ERCOT (Hội đồng Điện lực tin cậy của Texas) trong bối cảnh mất điện quy mô lớn, yêu cầu các cơ quan lập pháp điều tra. Ông đã trao đổi qua điện thoại với Tổng thống Joe Biden về tình hình của bang, gửi thư đến Bộ Nông nghiệp để yêu cầu trợ giúp cho thiệt hại lớn về nông sản và cây trồng của Texas. Tại Texas, ông tiến hành hoạt động cung cấp thông tin cập nhật về những tình huống, diễn biến của bang đối với điều kiện thời tiết mùa Đông khắc nghiệt và tình trạng mất điện trên toàn bang; thảo luận về dự báo thời tiết, các nỗ lực ứng phó để hỗ trợ người dân Texas có nhu cầu hỗ trợ; kiểm soát chất lượng nước và các vấn đề khác ảnh hưởng đến cộng đồng trên toàn tiểu bang.
Phát biểu trên chương trình truyền hình Hannity, ông đã đổ lỗi cho năng lượng tái tạo và cho rằng việc này cho thấy sự cần thiết của nhiên liệu hóa thạch.  Ông đã bị chỉ trích gay gắt, và Bộ Năng lượng Texas đã đưa ra đính chính rằng "hầu hết sự thiếu năng lượng ở Texas gây ra từ việc thiếu chuẩn bị cho mùa đông trong các hệ thống phát điện, trong đó có các đường dẫn nhiên liệu hóa thạch." Hầu hết các nhà máy phát điện ở Texas chạy bằng xăng dầu, trong khi năng lượng gió chỉ cung cấp khoảng 10% năng lượng điện trong mùa đông.
Đến ngày 18 tháng 2, Greg Abbott đã đặt hàng khí đốt tự nhiên của Texas để bán độc quyền cho các nhà máy phát điện ở Texas, ra lệnh cẫm xuất khẩu cho đến ngày 21, nhằm giải quyết vấn đề về điên lực trong bão băng, điều này có tác động trực tiếp và tức thì đến México, nơi 2/3 tổng năng lượng được tạo ra từ các nhà máy chạy bằng khí đốt. Ông cam kết chỉ đạo làm việc suốt ngày đêm để cung cấp các nguồn lực, hỗ trợ mà cộng đồng để ứng phó với những tác động của bão băng và thời tiết mùa Đông; tiếp tục sử dụng tất cả các phương pháp hiện có để khôi phục điện cho người dân Texas và đảm bảo cộng đồng có thể phục hồi.

## Lịch sử tranh cử
Greg Abbott đã trải qua các đợt bầu cử gồm: hai đợt bầu cử Thẩm phán Toà án Tối cao Texas (1992, 1998), ba đợt tranh cử Tổng Chưởng lý Texas (2002, 2006, 2010) và hai đợt tranh cử Thống đốc Texas (2015, 2019). 

## Đời tư
Greg Abbott gặp gỡ Cecilia Phelan từ thời học đại học, hai người kết hôn vào năm 1981 tại San Antonio năm. Ông theo Công giáo La Mã, vợ là người Mỹ gốc México, cháu gái của những người nhập cư từ México. Việc ông được bầu làm Thống đốc Texas khiến Cecilia Phelan là người Latina đầu tiên trở thành Đệ nhất phu nhân của Texas kể từ khi Texas gia nhập liên minh. Họ không có con ruột, có một con gái nuôi là Audrey Abbott. Cecilia Phelan là một cựu giáo viên. Ông là Thống đốc được bầu thứ ba của một tiểu bang Hoa Kỳ sử dụng xe lăn sau Franklin D. Roosevelt của New York (1929 – 1932) và George Wallace của Alabama (1963 – 1967, 1971 – 1979; 1983 – 1987).